# محمد القرنی
محمد القرنی (عربی: محمد القرني؛ زادهٔ ۲۴ نوامبر ۱۹۸۹) یک بازیکن فوتبال اهل عربستان سعودی است.
از باشگاه‌هایی که در آن بازی کرده‌است می‌توان به الهلال عربستان و القادسیه عربستان اشاره کرد.